# آمانی عبید کرومی
آمانی عبید کرومی (انگلیسی: Amani Abeid Karume؛ زادهٔ ۱ نوامبر ۱۹۴۸) سیاستمدار اهل تانزانیا است. وی از ۲۰۰۰ تا ۲۰۱۰ ششمین رئیس‌جمهور زنگبار بود.